# Nyctalus azoreum
Nyctalus azoreum је врста слепог миша из породице вечерњака (лат. Vespertilionidae). 

## Распрострањење
Португал је једино познато природно станиште врсте.

## Станиште
Врста Nyctalus azoreum има станиште на копну.

## Угроженост
Ова врста се сматра угроженом.

### Популациони тренд
Популација ове врсте се смањује, судећи по расположивим подацима.